# Катастрофа над Берлином
«Катастрофа над Берлином» (нем. Crashpoint — 90 Minuten bis zum Absturz) — фильм-катастрофа, снятый в 2009 году (Германия)

## Сюжет
В результате столкновения с легкомоторным спортивным самолётом в аэропорту Ниццы, летящий над Германией пассажирский самолёт Boeing-737 авиакомпании «Europe Airline» выходит из-под контроля, набирая бешеную скорость. Вычислить точку падения нетрудно — неуправляемое судно с 90 пассажирами на борту должно разбиться в центре Берлина. Чтобы спасти от страшной участи паникующих пассажиров и ничего не подозревающих берлинцев, у наземного командования остаётся всего два часа.
В сложной ситуации проявляется характер пассажиров, членов экипажа и сотрудников наземных служб. Внешне сильные оказываются трусами, простые — готовы пожертвовать собой ради спасения самолёта. В итоге опасную операцию выполняет 8-летний мальчик.

## В ролях
- Питер Абер — Майкл Винклер, командир воздушного судна
- Максимилиан фон Пуфендорф — Никлас Седлачек, второй пилот
- Ханнес Янике — Ральф Молду
- Бернадетт Хирваген — Нина, пассажир-врач